# Berd'
Il Berd' (in russo Бердь?) è un fiume della Russia siberiana meridionale, affluente di destra dell'Ob'. Scorre nel Zalesovskij rajon del Territorio dell'Altaj, nei rajon Masljaninskij e Iskitimskij dell'Oblast' di Novosibirsk e nei distretti delle città di Iskitim e Berdsk.

## Descrizione
Il Berd' ha origine dai rilievi delle alture di Salair, nella loro parte nordoccidentale, all'estremità settentrionale del Territorio dell'Altaj. Scorre poi con direzione mediamente occidentale o nord-occidentale nell'oblast' di Novosibirsk, senza incontrare alcun centro urbano di rilievo ad eccezione di Iskitim, dove la foce del fiume si apre in una profonda insenatura (la baia Berdskij) nel bacino di Novosibirsk, il vasto lago artificiale formato dall'Ob' a monte della diga di Novosibirsk. Alla fine dell'insenatura, si trova la cittadina di Berdsk.
La fiume ha una lunghezza di 363 km e il suo bacino è di 8 650 km². La sua portata media, a 62 km dalla foce, a Staryj Iskitim, è di 36,18 m³/s. .
Il Berd' è gelato, mediamente, dai primi di novembre a metà aprile; nei restanti mesi, viene utilizzato per la fluitazione del legname.